# 알렉시스 렌
알렉시스 렌(Alexis Ren, 1996년 11월 23일 ~ )은 미국의 모델, 인터넷 인물이다. 스포츠 일러스트레이티드 수영복 특집 선정 2018년 올해의 루키이다.